# Institut für Grenzgebiete der Psychologie und Psychohygiene

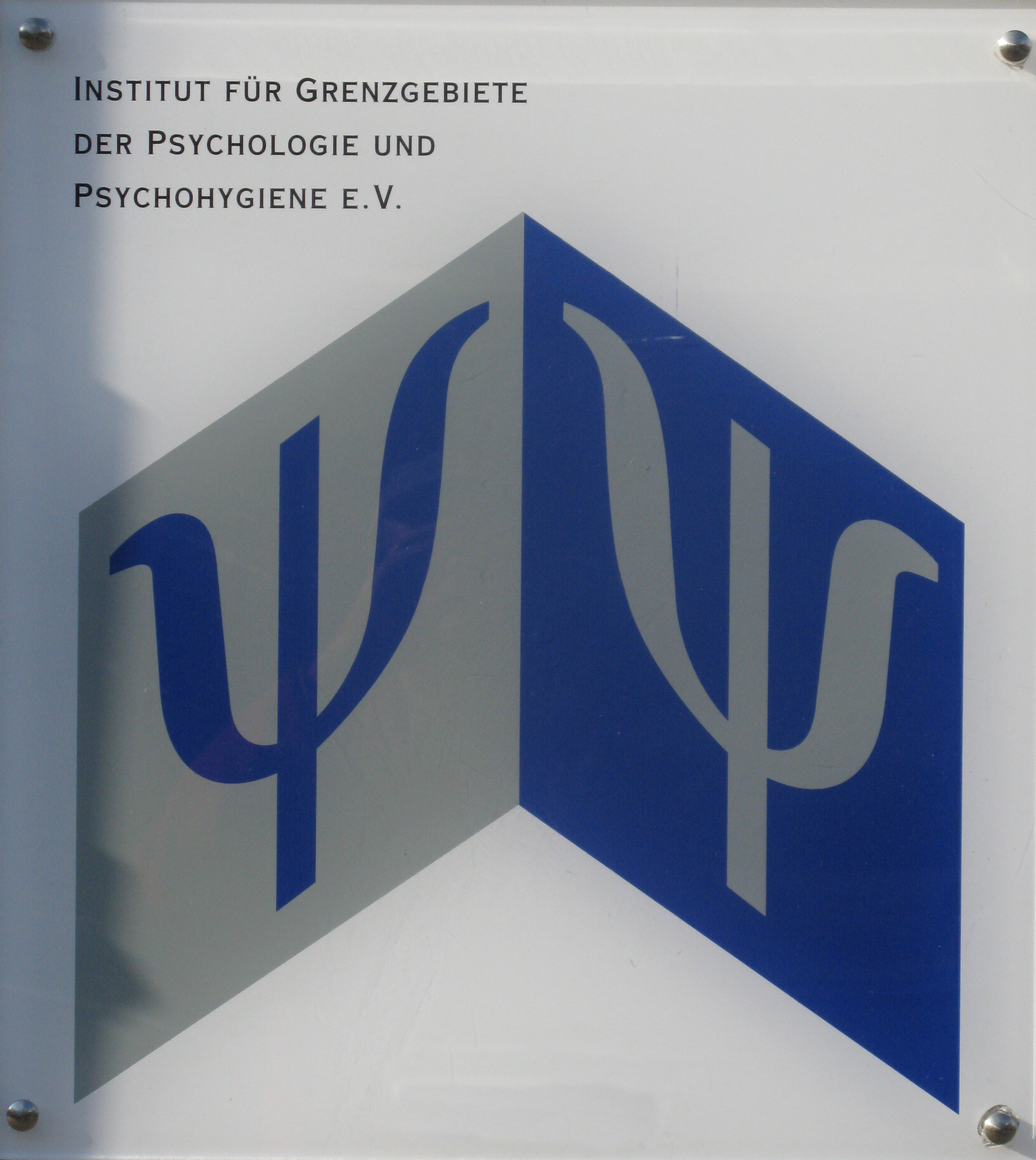
Logo des IGPP

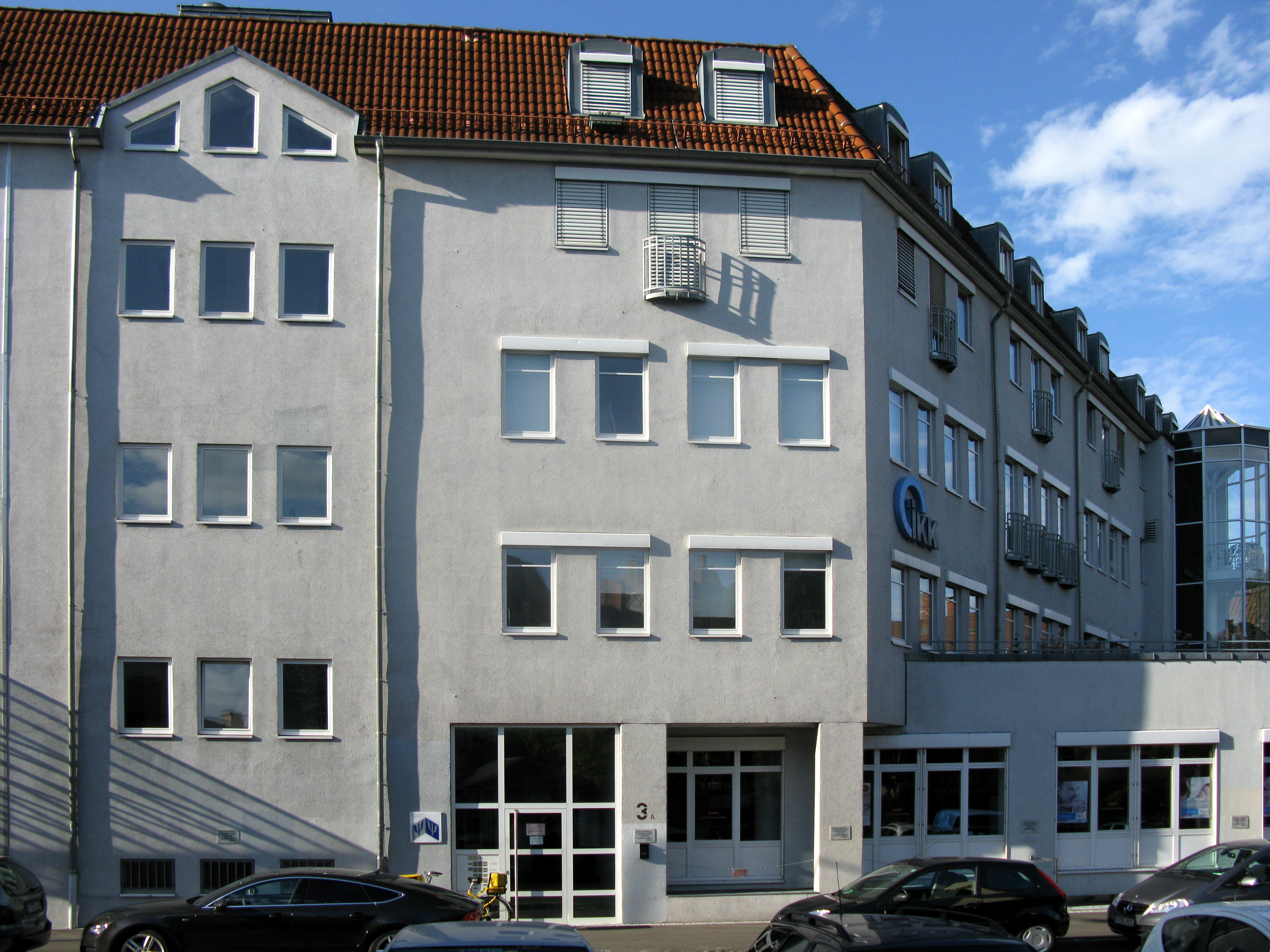
Sitz des IGPP in der Wilhelmstraße 3a in Freiburg

Das Institut für Grenzgebiete der Psychologie und Psychohygiene e. V. (IGPP) ist ein gemeinnütziger eingetragener Verein in Freiburg im Breisgau. Er wurde 1950 von Hans Bender gegründet und wird mit privaten Mitteln (siehe Fanny Moser) und durch Zuwendungen der Holler-Stiftung finanziert.
Die Aufgaben des IGPP liegen in der interdisziplinären Erforschung außergewöhnlicher menschlicher Erfahrungen und weiterer Anomalien, wie außersinnlicher Wahrnehmung, Psychokinese, veränderter Bewusstseinszuständen u. a.
Es geht um ein verbessertes Verständnis von Geist-Materie-Beziehungen und psychophysischer Wechselbeziehungen aus geistes-, sozial- und naturwissenschaftlicher Perspektive, wobei parapsychische Phänomene explizit berücksichtigt werden.
Seit 2022 ist Jürgen Kornmeier der Leiter des Instituts.

## Beratung
Das IGPP unterhält ein Informations- und Beratungsangebot für wissenschaftliche Fachwelt und Öffentlichkeit. Es deckt das gesamte Spektrum der paranormalen und anomalistischen Phänomene sowie der interdisziplinären Forschung auf den Grenzgebieten der Psychologie ab. Für Betroffene, die sich durch „okkulte“, „übersinnliche“ oder „paranormale“ Erlebnisse verunsichert oder belastet fühlen, gibt es den speziellen Beratungsservice für Menschen mit Außergewöhnlichen Erfahrungen (AgE).

## Bibliothek
Das Institut unterhält eine der europaweit größten Spezialbibliotheken (ca. 69.000 Bände, Stand 2022) und ein Forschungsarchiv für Parapsychologie und Grenzgebiete der Psychologie. Von 1973 bis 2014 wurde die Bibliothek von der Deutschen Forschungsgemeinschaft (DFG) finanziell gefördert. Von 2011 bis 2014 lief diese Förderung im Rahmen des eigens geschaffenen Sondersammelgebietes Grenzgebiete der Psychologie, Parapsychologie (SSG 5.21), das der Universitätsbibliothek Freiburg übertragen wurde.
Das Bibliotheksangebot, dessen Aufgabe in der „systematischen und möglichst vollständigen Erwerbung des in- und ausländischen Schrifttums, das sich mit dem Gesamtgebiet parapsychologischer und anomalistischer Forschung befasst“ wird wissenschaftlich von dem Psychologen und IGPP-Vorstandsmitglied Eberhard Bauer betreut.
Zu den historischen Beständen der IGPP-Bibliothek gehören zum Beispiel die ca. 2.500 Bände umfassende Schriftensammlung des Mediziners, Psychotherapeuten und Parapsychologen Albert von Schrenck-Notzing (1862–1929), der Experimente zum „Physikalischen Mediumismus“ (wie Telekinese und Materialisationsphänomene) durchführte und die Bibliothek der Zoologin und Parapsychologin Fanny Moser (1872–1953), in der sich teilweise seltene Erstausgaben von Werken zu den Themen Mesmerismus, Magnetismus und Okkultismus finden.

## Archiv
Die Archivbestände und die historischen Sammlungen spiegeln eine siebzigjährige Institutsgeschichte mit einem besonderen Schwerpunkt auf den in der Zeit des Institutsgründers Prof. Hans Bender etablierten Forschungs- und Beratungsthemen. Darunter fallen insbesondere Sammlungen und Umfragen zu paranormalen Spontanberichten, z. B. präkognitiven Träumen, ferner Untersuchungen zu Hellsehern, spiritistischen Medien oder geistigen Heilern, zahlreiche Fallstudien zu Spuk- und Geistererscheinungen oder zum großen Gebiet 'okkulter' oder 'esoterischer' Praktiken. Von besonderer Bedeutung für die Wissenschafts- und Kulturgeschichte von Spiritismus, Okkultismus und Parapsychologie sind Nachlässe bedeutender Forscher auf diesem Gebiet, wie z. B.  Albert Freiherr von Schrenck-Notzing (1862–1929), Fanny Moser (1872–1953), Albert Hellwig (1880–1951), Gerda Walther (1897–1977) oder Hans Bender (1907–1991).

## Geschichte
Das Institut wurde am 19. Juni 1950 von Hans Bender auf der Eichhalde 12 in Freiburg-Herdern eröffnet und der Forschung, Dokumentation, Beratung, Aufklärung und Öffentlichkeitsarbeit gewidmet. Mit Hilfe der Stiftungsmittel des Ehepaar Holler wurde das Institut erweitert und im Jahr 1996 in die universitätsnahe Wilhelmstraße 3a verlegt. Die Institutsgeschichte und die Rolle des Institutsgründers Hans Bender im Rahmen der Universität Freiburg wird von der Historikerin Anna Lux detailliert beschrieben. Eine zusammenfassende Darstellung der Institutsgeschichte der letzten 20 Jahre bietet die von Dieter Vaitl herausgegebene Publikation An den Grenzen unseres Wissens. Von der Faszination des Paranormalen.

## Buchreihen und Zeitschriften
- Mind and Matter (englischspr. Zeitschrift) (herausgegeben von 2003–2020)
- Grenzüberschreitungen. Beiträge zur wissenschaftlichen Erforschung außergewöhnlicher Erfahrungen und Phänomene (Buchreihe)
- Zeitschrift für Parapsychologie und Grenzgebiete der Psychologie
- Journal of Anomalistics / Zeitschrift für Anomalistik ab 2021 gemeinsame Herausgeberschaft mit der Gesellschaft für Anomalistik (GfA)